# Magic Carpet Ride
Magic Carpet Ride est une chanson du groupe de rock des années 1960 Steppenwolf. Elle a été composée en 1968 par John Kay et Rushtone Moreve pour paraître sur l'album Steppenwolf the Second, sorti en 1968. 

## Présentation
Après le succès de leur premier album Steppenwolf, qui contenait le tube Born to Be Wild, le groupe s'attendait à beaucoup et ce fut le cas. Principalement grâce à cette chanson qui allait mener le groupe au rang de groupe international bien que leur popularité se concentrât surtout sur le territoire américain. L'album sur lequel la chanson figurait se classa 3e dans les charts Américains. Plusieurs adaptations modernes sont à compter à ce jour.